# .lnk
.lnk est une extension de fichier sous Microsoft Windows utilisée pour les raccourcis de fichiers.
Sous Microsoft Windows, le système de fichiers historique (le FAT) était limité pour les noms de fichier à 8 caractères pour le nom et à 3 caractères pour l'extension. Ceci explique que les extensions originaires d'autres systèmes sont souvent tronquées à 3 lettres.
lnk est l'abréviation de link (lien en Anglais).
Lnk est le format "shortcut" de Windows .
Cette extension ne s'affiche pas dans l'explorateur de fichier Windows "Explorer" depuis W10, même en demandant l'affichage des extensions connues dans l'onglet affichage. Ceci peut poser un problème de sécurité : l'utilisateur pouvant cliquer sur un fichier affiché texte alors que c'est un .exe (exemple.txt.exe) 
Cette extension peut être affichée en modifiant la base de registre (HKEY_CLASSES_ROOT /lnkfile)  ce qui reste une opération dangereuse et réservée aux utilisateurs avertis. Il faut alors créer une chaîne "AlwaysShowExt" et éventuellement supprimer "NeverShowExt" . Un redémarrage de l'explorateur de fichier Windows peut être nécessaire, en passant par le gestionnaire de fichier (clic droit sur la barre des taches par exemple). 
Un autre problème courant consiste à permuter l'extension .lnk avec une autre extension à la suite d'une erreur de manipulation. Ce qui est facile à corriger quand l'extension est visible devient alors très difficile. La solution la plus simple consiste alors à supprimer la clé "user choice" dans le registre. Cette opération largement documentée sur le net reste dangereuse en cas d'erreur. 